# ワリード・アリー
ワリード・アリー（アラビア語: وليد علي、Waleed Ali、1980年11月3日 - ）は、クウェートの元プロサッカー選手。現役時代のポジションはMF。元サッカークウェート代表。
日本語では「ワリード・アリ」、「ワリード・アリ・ジュマー」とも表記される。

## 来歴

### クラブ
デビューはアル・ハイターンSCで、2004年にアル・クウェートへ移籍し、同クラブに2015年まで所属した（2011年8月から2012年1月までイランのエステグラルFCにレンタル移籍）。アル・クウェートでは国内リーグ戦で5度、国際戦でもAFCカップで2009、2012、2013の3度優勝を経験している。

### 代表
AFCアジアカップ2011などに出場した。ガルフカップ2010では、決勝の対サウジアラビア戦で延長前半に決勝点となるゴールを決めた。